# Группа 7 (автомобили)
Группа 7 — одна из групп официального автогоночного классификатора автомобилей периода 1953-1981 годов (так называемого Приложения J к Международному спортивному своду правил F.I.A.), подразумевающая в разные годы одно и то же: категорию — гоночные автомобили; группу — двухместные гоночные автомобили (two seater racing cars).
Технические требования к автомобилям группы 7 были сформулированы на очередном ежегодном собрании Международной Спортивной Комиссии (C.S.I.) в 1965 году, и практически без изменений действовали до 1981 года включительно. Идеей создания данной группы было желание Международной Автомобильной Федерации (F.I.A.) распространить своё влияние на гонки в США и Канаде, и в первую очередь на гонки американского чемпионата, проводимого Спортивным Автомобильным Клубом Америки (SCCA). Технические требования группы 7 стали основополагающими для любых гоночных автомобилей, участвующих в такой известной автогоночной серии, как Can-Am Challenge Cup.

## Особенности
Двухместность автомобилей группы 7 была чисто формальной, и внешне выражалась в смещении места водителя относительно центральной линии шасси. Одним из технических требований было обязательное наличие кузова, закрывающего колёса и обязательное наличие каркаса безопасности в виде дуги над местом гонщика. 
В отличие от визуально похожих на автомобили группы 7 автомобилей групп 4, 5 и 6, конструкция автомобилей группы 7 не предполагала какую-либо возможность использования их вне относительно не длинных кольцевых гоночных трасс, а также их участие в гонках на выносливость в любую погоду и время суток с возможностью управления автомобилем двумя и более гонщиками (особенно в случае их разного роста). Автомобили группы 7 всегда строились только в открытом кузове типа спайдер и не имели таких атрибутов автомобилей вышеупомянутых групп, как внешние световые приборы, оперативно регулируемое под разный рост место посадки водителя, система отопления/вентиляции салона, запасное колесо. Участие автомобилей группы 7 в гонках типа Тарга Флорио или 24 часа Ле Мана было не просто формально невозможным, а затруднённым фактически, ввиду их неприспособленности к скоростному движению на относительно неровных дорожных покрытиях плохого качества, гонкам вне быстрого покругового доступа к оперативному техобслуживанию и гонкам в тёмное время суток. 

## Примеры автомобилей группы 7

наиболее известные автомобили группы 7
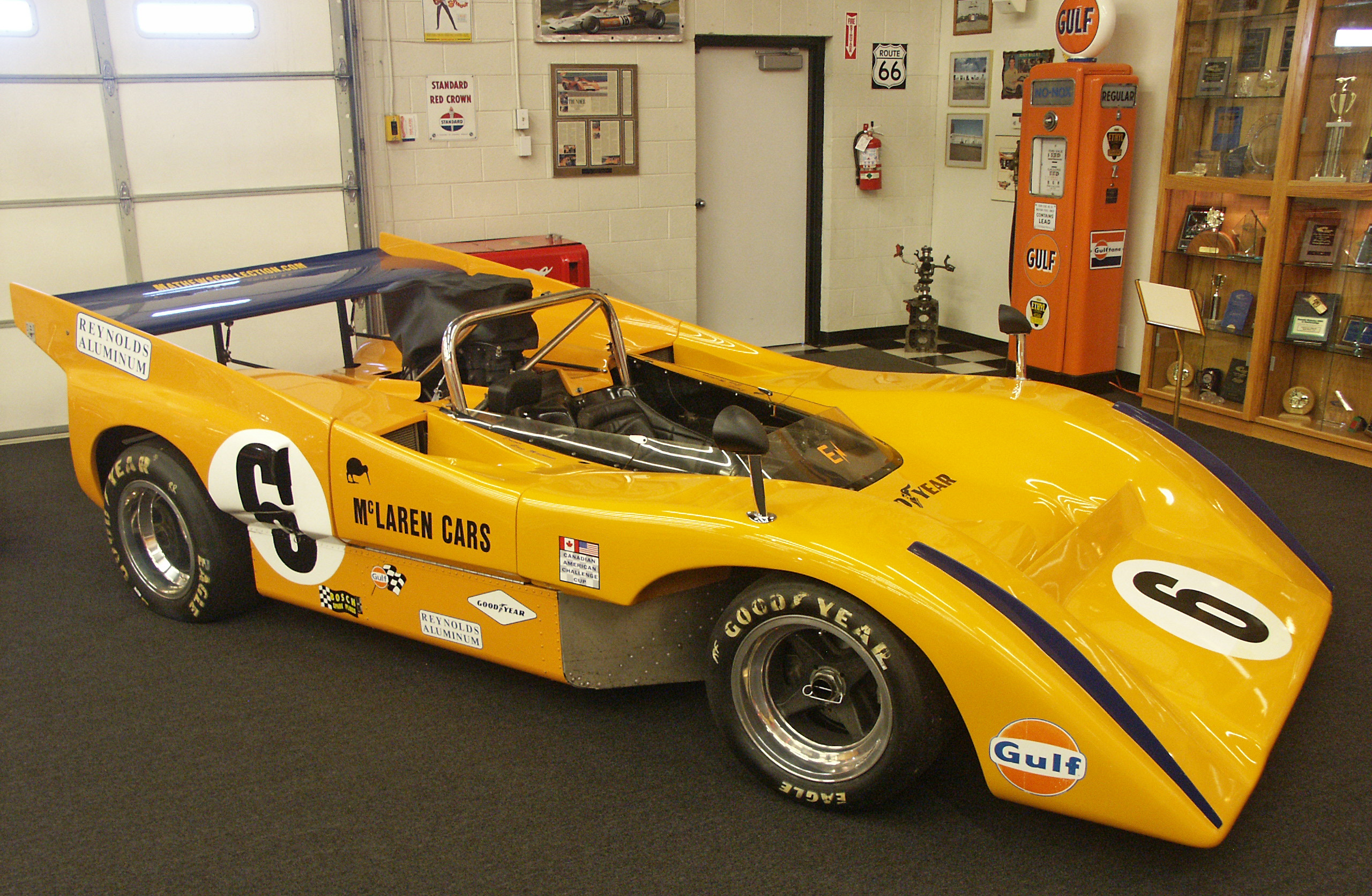
McLaren M8D
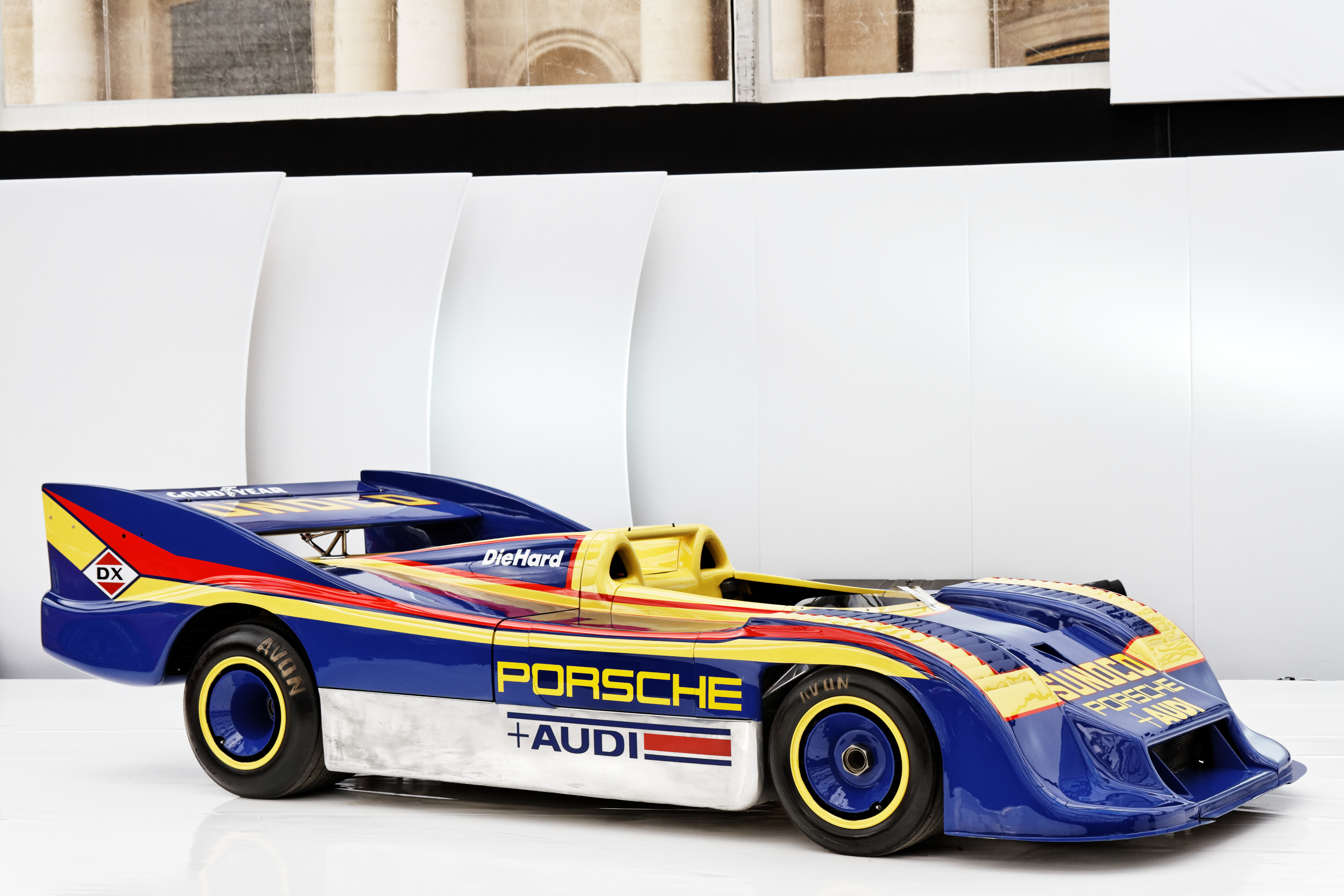
Porsche 917-30 Can-Am Spyder